# Mangueirinha
Mangueirinha är en kommun i Brasilien.   Den ligger i delstaten Paraná, i den södra delen av landet, 1 200 km söder om huvudstaden Brasília. Antalet invånare är 17 041.
I omgivningarna runt Mangueirinha växer i huvudsak städsegrön lövskog. Runt Mangueirinha är det mycket glesbefolkat, med 6 invånare per kvadratkilometer.